# Campeonato Paraguaio de Futebol de 1989
O Campeonato Paraguaio de Futebol de 1989 foi o septuagésimo nono torneio desta competição. Participaram doze equipes. o Club Nacional foi rebaixado.  O campeão do torneio representaria o Paraguai na Copa Libertadores da América de 1990. O Vice Campeão e o terceiro colocado deveriam jogar uma partida contra o campeão e o vice do Campeonato Nacional de Interligas para se classificar no torneio internacional.
| Equipe                    | Cidade              | Departamento     | No ano anterior                                                      | Estádio | Capacidade | Títulos                                                 | Participações |
| ------------------------- | ------------------- | ---------------- | -------------------------------------------------------------------- | ------- | ---------- | ------------------------------------------------------- | ------------- |
| Club Cerro Porteño        | Assunção            | Distrito Capital | Quarto Lugar                                                         | --      | --         | 20 (último em 1987)                                     | 73            |
| Club Guaraní              | Assunção            | Distrito Capital | Lugar                                                                | --      | --         | 9 (1906,1907, 1921, 1923, 1949, 1964, 1967, 1969, 1984) | 78            |
| Club Olimpia              | Assunção            | Distrito Capital | Campeão                                                              | --      | --         | 32 (último em 1988)                                     | 79            |
| Club Libertad             | Assunção            | Distrito Capital | terceiro Lugar                                                       | --      | --         | 7 (1910, 1920, 1930,1943, 1945, 1955, 1976 )            | 75            |
| Club Sportivo Luqueño     | Luque               | Central          | Sétimo Lugar                                                         | --      | --         | 2 (1951,1953)                                           | 55            |
| Sol de América            | Assunção            | Distrito Capital | Vice Campeão                                                         | --      | --         | 1 (1986)                                                | 73            |
| Club Atlético Colegiales  | Assunção            | Distrito Capital | Oitavo Lugar                                                         | --      | --         | 0 (não possui)                                          | 7             |
| Club Sport Colombia       | Fernando de la Mora | Central          | Quinto Lugar                                                         | --      | --         | 0 (não possui)                                          | 5             |
| General Caballero         | Assunção            | Distrito Capital | Lugar                                                                | --      | --         | 0 (não possui)                                          | 13            |
| Club Sportivo San Lorenzo | San Lorenzo         | Central          | Lugar                                                                | --      | --         | 0 (não possui)                                          | 18            |
| Club River Plate          | Assunção            | Distrito Capital | Sexto Lugar                                                          | --      | --         | 0 (não possui)                                          | 71            |
| Club Atlético Tembetary   | Ypané               | Central          | Campeão do Campeonato Paraguaio de Futebol de 1988 - Segunda Divisão | --      | --         | 0 (não possui)                                          | 13            |

## Premiação
| Campeonato Paraguaio 1989 Primeira Divisão |
| Assunção                                   |
| ------------------------------------------ |
| Club Olímpia Campeão (33º título)          |

## Classificação para a segunda vaga a Copa Libertadores
| Equipe                               | Cidade          | Departamento     | No ano anterior                                              | Estádio | Capacidade | Títulos        | Participações |
| ------------------------------------ | --------------- | ---------------- | ------------------------------------------------------------ | ------- | ---------- | -------------- | ------------- |
| Liga Regional de Futebol de Ypacaraí | Ypacaraí        | Central          | Vice Campeão do Campeonato Nacional de Interligas de 1987/88 | --      | --         | 0 (não possui) | 1             |
| Club Cerro Porteño                   | Assunção        | Distrito Capital | Vice Campeão do Campeonato Paraguaio                         | --      | --         | 0 (não possui) | 1             |
| Liga Deportiva Paranaense            | Ciudad del Este | Alto Paraná      | Campeão do Campeonato Nacional de Interligas de 1987/88      | --      | --         | 0 (não possui) | 1             |
| Club Guarani                         | Assunção        | Distrito Capital | Terceiro Lugar do Campeonato Paraguaio                       | --      | --         | 0 (não possui) | 1             |

| Acesso a Segunda Vaga Copa Libertadores da América de 1990 |
| Assunção                                                   |
| ---------------------------------------------------------- |
| Club Cerro Porteño Campeão (1º título)                     |